# Teretiopsis
Teretiopsis là một chi ốc biển, là động vật thân mềm chân bụng sống ở biển trong họ Conidae.

## Các loài
Các loài thuộc chi Teretiopsis bao gồm:
- Teretiopsis abyssalis Kantor & Sysoev, 1989[2]
- Teretiopsis hyalina Sysoev & Bouchet, 2001[3]
- Teretiopsis levicarinatus Kantor & Sysoev, 1989[4]
- Teretiopsis nodicarinatus Kantor & Sysoev, 1989[5]
- Teretiopsis thaumastopsis (Dautzenberg & Fischer H., 1896)[6]